# 王延东
王延东（1970年5月—），辽宁盖州人，中华人民共和国政治人物。

## 生平
1988年9月，沈阳师范学院英语专业学习。1992年3月加入中国共产党。1997年8月，任盖州市归州镇党委书记兼镇长；1998年3月，任盖州市归州镇党委书记；1998年9月，任营口经济技术开发区管委会副主任：1998年12月，任营口经济技术开发区党工委委员、管委会副主任。2005年1月，任营口经济技术开发区党工委副书记、管委会主任；2005年12月，任营口经济技术开发区党工委副书记、管委会主任、营口市鲅鱼圈区区长。2010年10月，任大石桥市委副书记。2011年3月，任大石桥市委书记。2013年8月，任辽宁省援疆工作前方指挥部总指挥。2016年12月，任辽宁省发展和改革委员会副主任。2017年12月，因涉嫌贪污腐败被调查。